# Danijel Brezič
Danijel Brezič, né le 15 février 1976 à Murska Sobota, est un footballeur international slovène évoluant au poste de milieu de terrain. 
Il remporte notamment deux fois le championnat de Slovénie (2003 et 2008) et il connaît son unique sélection en équipe nationale en 1998.

## Palmarès
Maribor Pivovarna Laško
- Champion de Slovénie en 2003.
- Vainqueur de la Coupe de Slovénie en 2004.

 NK Domžale
- Champion de Slovénie en 2008.
- Vainqueur de la Supercoupe de Slovénie en 2007.

 Mura Murska Sobota
- Vainqueur de la Coupe de Slovénie en 1995.

 Rudar Velenje
- Vainqueur de la Coupe de Slovénie en 1998.